# ピアノ五重奏曲 (ビーチ)
ピアノ五重奏曲（ピアノごじゅうそうきょく）嬰ヘ短調 作品67 は、エイミー・ビーチが作曲したピアノ五重奏曲。

## 概要
ビーチはエルンスト・ペラーボやカール・ベールマン2世といった著名教師にピアノを師事した。その腕前はデビュー時期の演奏会評にて多くの評論家から称賛を受けるほどであった。しかし、上流階級であったビーチの夫は自らの体面を保つために彼女の公の場での演奏を年1回しか認めなかった。さらにビーチの父の死後に娘夫婦の許で暮らし始めた母との折り合いの悪さにより、彼女の音楽活動は大幅な制限を受けていた。一方、作曲に関して彼女はほぼ独学であった。しかしながら彼女は19世紀のうちに交響曲『ゲール風』（1896年）やピアノ協奏曲（1899年）といった大規模作品を生み出して成功を収めていく。特に1896年の交響曲の初演は、史上初めてとなるアメリカ人女性が書いた交響曲の演奏であったとされる。
本作は1907年12月14日に完成された。その後の1910年に夫が他界し、ビーチは国内およびヨーロッパへの演奏旅行に出かけるようになっていく。やがて彼女はアーサー・フット、ジョージ・チャドウィック、エドワード・マクダウェルと並び称されるアメリカを牽引する作曲家、そして唯一の女性作曲家として認められるようになっていくのであった。

## 楽曲構成
3つの楽章で構成される。演奏時間は約29分。

### 第1楽章
Adagio - Allegro moderato 3/4拍子 嬰ヘ短調
序奏つきのソナタ形式。序奏では長く音を伸ばす弦楽器に対してピアノが調性不明瞭なアルペッジョで応じる。主部に入ると第1ヴァイオリンから主題が提示される（譜例1）。この主題にはブラームスの影響が顕著で、ピアノ五重奏曲 作品34の第4楽章第2主題（94小節目から）に類似している。さらにこの主題の音型は後の楽章でも顔を出すことになり、ブラームスの刻印は単に旋律が類似しているということに留まらない。
譜例1
静まって、ピアノから第2主題が提示される（譜例2）。主題は弦楽器に受け渡されて歌われる。
譜例2
譜例2を用いて静まっていったかと思うとピウ・モッソと加速して展開に入る。展開部では両主題が扱われるが、まず譜例1が展開され、ポコ・ピウ・トランクィロから譜例2が入ってくる。譜例1の再現は劇的に行われ、繊細な譜例2の再現が続く。コーダはごく静かな楽想で、譜例1を回想しながら音量を落としていく。

### 第2楽章
Adagio espressivo 4/4拍子 変ニ長調
弱音器をつけた弦楽器のコラールで開始する（譜例3）。譜例1が変形されて用いられている。ピアノに受け継がれて歌われる。
譜例3
第2ヴァイオリンによって譜例3が再現され、続いて中間部に入る。中間部はより半音階的で動きをもっており、チェロから出される譜例4が中心主題となる。
譜例4
チェロによって譜例3の再現の口火が切られ、全楽器に広がってクライマックスを形成する。最後は譜例3の回想を聴きながら静かな幕切れとなる。

### 第3楽章
Allegro agitato - Più lento - Tempo I – Adagio come I – Presto 6/8拍子 嬰ヘ短調
忙しない動きを見せる導入楽節に開始する。その後、ヴァイオリンによって主題が提示される（譜例5）。ここにも譜例1の変形が巧妙に隠されていると指摘される。
譜例5
導入部と同じピアノの音型に区切られて、ヴィオラから第2の主題が導入される（譜例6）。ピアノは和音の伴奏を添える。
譜例6
静まって譜例5による推移が置かれた後、再度導入部の音型が挿入される。ここから弦楽器のトレモロが譜例5を奏してフーガ調に堆積し、その頂点で第1楽章冒頭の序奏部の楽想が回帰する。次いで曲は抒情的な盛り上がりを見せていき、プレストのコーダとなる。コーダには譜例1が姿を現し、嬰ヘ長調の和音によって堂々と締めくくられる。